# Eupithecia delaeveri
Eupithecia delaeveri är en fjärilsart som beskrevs av András Vojnits 1976. Eupithecia delaeveri ingår i släktet Eupithecia och familjen mätare. Inga underarter finns listade i Catalogue of Life.